# Halyal, Athni
Halyal là một làng thuộc tehsil Athni, huyện Belgaum, bang Karnataka, Ấn Độ.